# Richel Group
Richel Group est une entreprise industrielle de constructions métalliques destinées à l'agriculture ayant son siège social à Eygalières dans les Bouches-du-Rhône, en France

## Activités
Cette entreprise industrielle métallurgique produit notamment des serres. Elle est « leader européen de la construction de serres à couverture plastique ».
Elle est présente dans plus de 70 pays.

## Histoire
L'entreprise a été créée en 1964.
En 2001, acquisition des jardineries Marchegay en Vendée.
En 2007, acquisition de DIMAC en Maine-et-Loire, équipementier agricole du chauffage et de l'irrigation assistée par ordinateur.
Début 2016 l'entreprise est retirée de la bourse Alternext à la suite de l'offre publique d'achat simplifiée (OPAS) suivie d'une offre publique de retrait obligatoire (OPRO) par la famille fondatrice épaulée par BNP Paribas Développement,,. En 2017, la BNP revend sa participation de 34,5 % à la famille fondatrice.